# Ramzová
Ramzová (en allemand Ramsau) est une commune située près de Ostružná dans la région d'Olomouc, dans le nord-est de la République tchèque.
Ramzova est située au niveau d'un col entre les massifs Králický Sněžník, Rychlebské hory et Hrubý Jeseník.
Ramzova - Bonera désigne également une petite station de ski qui a été développée à proximité immédiate. Le domaine skiable — l'un des dix plus importants de République Tchèque — est desservi principalement par deux remontées mécaniques. Le télésiège 4 places débrayable — qui remplace un vieux télésiège 1 place encore non démonté en 2009 — relie le pied de la station au petit plateau Čerňava (1 104 m), tandis qu'un téléski poursuit en direction du sommet Šerák. Le point culminant (1 351 m) est relié par un télésiège 1 place de conception archaïque et particulièrement lent. Ce dernier ne présente qu'un intérêt très limité quant à la piste — quasiment plate — qui part du sommet. Les quelques autres pistes du domaine sont beaucoup plus intéressantes et proposent une dénivelé totale de près de 500 mètres, une rareté pour le pays. Il est à noter qu'un court télésiège a été construit à droite du domaine principal, mais il est exploité par une autre société – sans coopération sur l'offre de forfaits.